# 西泉站
西泉站（日语：／ Nishiizumi eki */?）是位於石川縣金澤市泉本町七丁目，北陸鐵道的石川線車站。車站編號為I02。

## 車站構造
車站是一座地面車站，設有1面1線單式月台。此站是無人車站。
曾經車站鄰近的北日本紡績工場、金太商事、瀨澤商店，當時設有貨運業務。貨運路線現時變為了農林水產省石川食糧事務所倉庫（截至2018年6月）。
列車靠近時，往野町方向為右側上落，往鶴來方向為左側上落。
| 路線    | 上下行 | 方向     | 備註     |
| ------- | ------ | -------- | -------- |
| ■石川線 | 上行   | 野町方向 | 右側上落 |
| ■石川線 | 下行   | 鶴來方向 | 左側上落 |

## 歷史
- 1934年12月1日：車站啟用。
- 1976年：

- 4月1日：結束貨運業務。
- 7月1日：成為無人車站。

## 使用狀況
| 1日上下車人次變化 | 1日上下車人次變化 |
| 年度              | 1日平均人次       |
| ----------------- | ----------------- |
| 2006年            | 240               |
| 2007年            |                   |
| 2008年            |                   |
| 2009年            |                   |
| 2010年            |                   |
| 2011年            | 231               |
| 2012年            | 217               |
| 2013年            | 237               |
| 2014年            | 226               |
| 2015年            | 221               |
| 2016年            | 227               |
| 2017年            | 244               |

## 車站周邊
- 娛樂設施
  - 丸滿（日语：マルハン）金澤店（彈球館）
- 商店
  - Lapark金澤
  - MaxValu增泉店（日语：マックスバリュ増泉店）
- 學校
  - 石川縣立金澤中央高等學校（日语：石川県立金沢中央高等学校）
  - 金澤高等學校
  - 石川縣立金澤伏見高等學校（日语：石川県立金沢伏見高等学校）
  - 金澤市立清泉中學（日语：金沢市立清泉中学校）
- 公共設施
  - 金澤西泉郵局
  - 金澤市消防局（日语：金沢市消防局）
  - 金澤市南齋場

## 巴士路線
車站南邊設有北鐵巴士西泉巴士站，截至2020年4月1日設有以下路線途經：
- 野野市線（日语：北鉄金沢バス野々市営業所#野々市線）
- 西金澤線（日语：北鉄金沢バス北部営業所#西金沢線）
- 鳴和增泉線（日语：北鉄金沢バス野々市営業所#鳴和・増泉線）

另外上述路線外，還有安原線、上荒屋線上學班次。

## 相鄰車站
北陸鐵道
■石川線
野町（I01）－西泉（I02）－新西金澤（I03）

## 外部連結
- 北陸鐵道西泉站 （页面存档备份，存于）